# 斯文里 (上海)

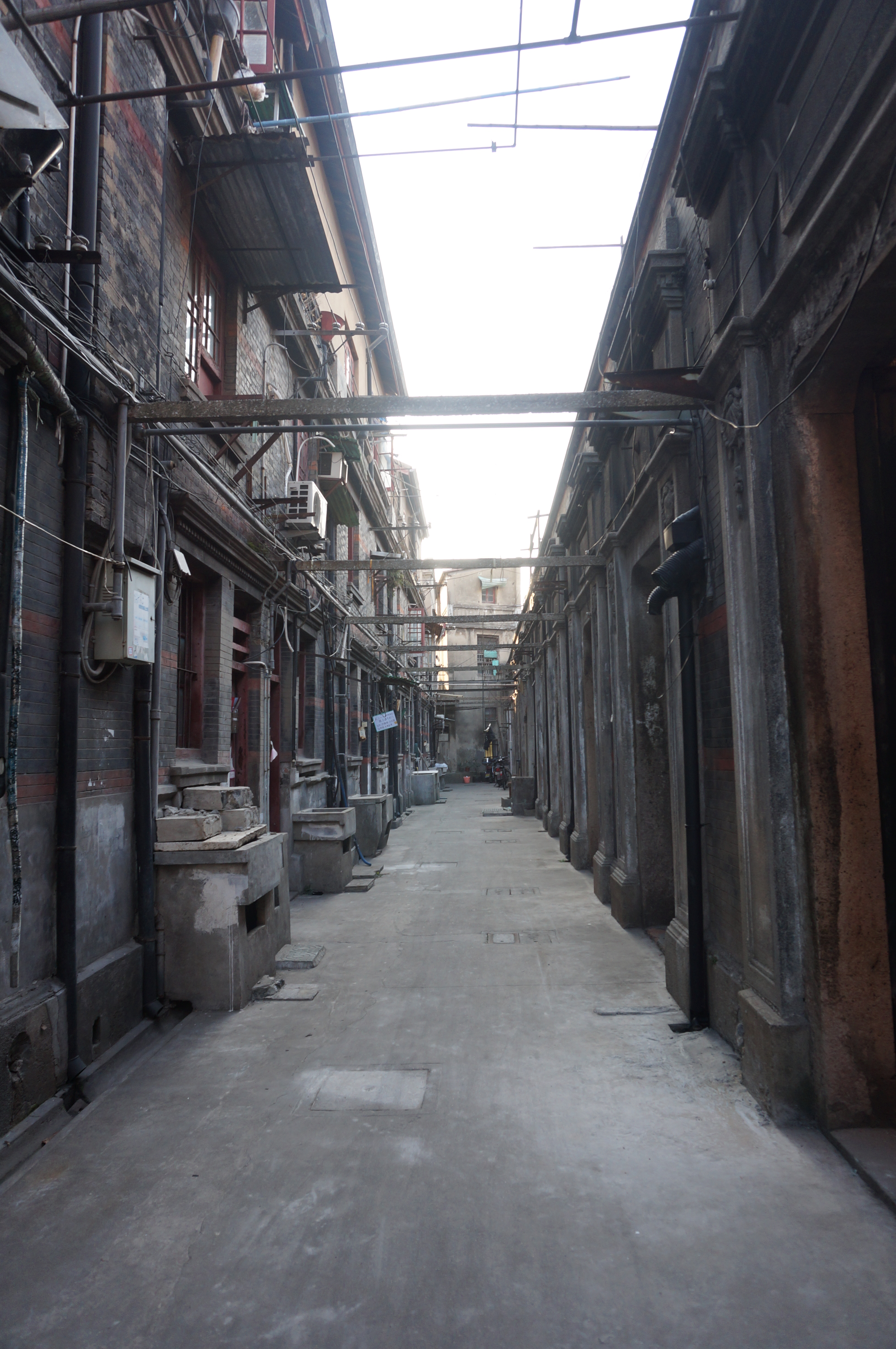
东斯文里临拆除前空空荡荡的弄堂

斯文里位于中華人民共和國上海市静安区新闸路北面，由大田路分割为东西斯文里，是一片后期老式石库门里弄。门牌号为新闸路568弄、620弄，大田路464弄、492弄、546弄和南苏州路1463-1475号。其曾是上海规模最大的旧式里弄，共占地4.66公顷，有706幢房屋。
但是西斯文里现已经被拆除，而东斯文里的拆迁工作也已经在进行之中。

## 历史
20世纪初，斯文里所在的区域地处上海公共租界西区，曾是一片荒芜的乱坟地，后来在此建造了广肇山庄。1914年，一名为阿谷的英国籍犹太妇人购得此地，并将其开发为商业地产。西斯文里最早被兴建起来，当时全是砖木结构二层房屋。1918年，东斯文里启建。到1920年至1921年，斯文里建成，被命名为忻（新）康里。但忻康里原是一片乱坟地，故房子销路并不好。之后，阿谷家道衰落，里弄所有权先后转手于通和洋行、益丰洋行，最后由斯文洋行得到。斯文洋行遂将里弄名称更改为东、西斯文里。
八一三事变后，大量来自闸北和虹口的难民南下，斯文里的房屋需求陡然上升，人口继而骤增。二房东以及二、三层阁楼也开始成为司空见惯的现象。斯文里一下子就从原先的“上只角”变成了凌乱、嘈杂的里弄。

### 改造
1992，斯文里开始着手拆迁以改建商业住宅。1997年，西斯文里被拆除。2012年6月，东斯文里拆迁工作开始，到2013年5月已有超过一半居民搬走。在后续建设中，可能会考虑保留部分建筑。2015年，东斯文里（属于静安区67街坊）连同东八块中的另一地块静安区59街坊被列入上海市城市更新首批试点项目。

## 建筑特色

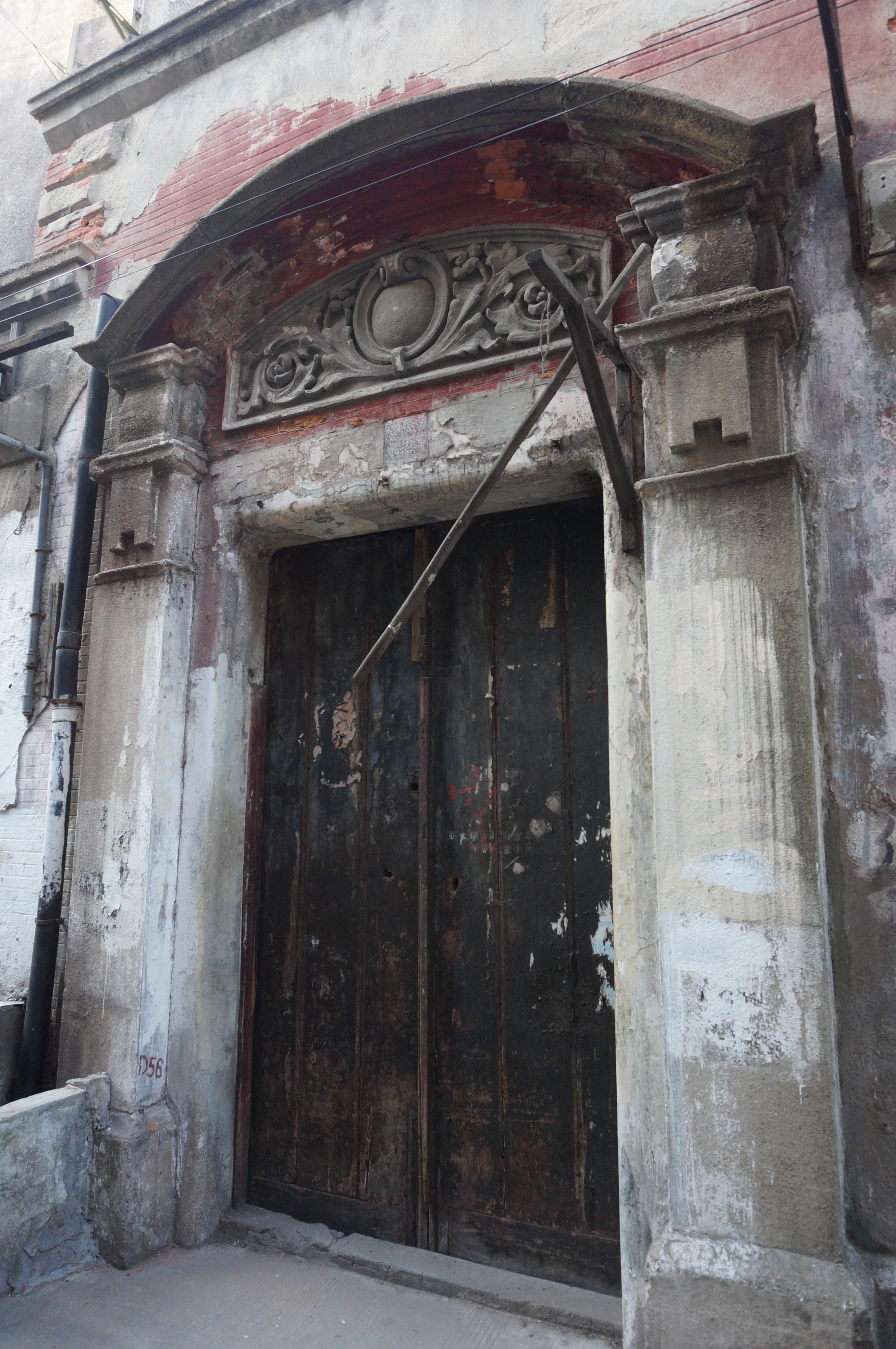
东斯文里精致的石库门门框

斯文里总占地4.66公顷，建筑面积达4.8万平方米，由706幢二三层砖木结构房屋组成。其中西斯文里有318幢，东斯文里有388幢。斯文里沿大田路段长约270米，沿新闸路段长约108米。房屋与其它石库门建筑一样采取西方联排式，为行列式。东斯文里按照地形共有13排房屋；西斯文里则有11排。斯文里符合后期老式石库门的特点，多为单开间。后天井为竖向布置，且面积缩小到3平方米。毗邻住宅的后天井采取两两相对的形式并降低了院墙，以改善通风和采光的条件。有些地方如晒台地坪、过梁已经采用了混凝土结构。
石库门大门门楣上有精致的巴洛克风格的雕花。室内房间布置上，底层为约23平方米的客堂和厨房，两楼有等面积的卧室以及亭子间及晒台。房屋室内并不设卫生设施。